# Hrabstwo Pickens (Alabama)
Pickens – hrabstwo w stanie Alabama w USA. Populacja liczy 19 746 mieszkańców (stan według spisu z 2010 roku). Stolicą hrabstwa jest Carrollton.
Powierzchnia hrabstwa to 2305 km² (w tym 22 km² stanowią wody). Gęstość zaludnienia wynosi 8,6 osoby/km². 

## Miejscowości
- Macedonia (CDP)
- Aliceville
- Carrollton
- Gordo
- Ethelsville
- McMullen
- Memphis
- Pickensville
- Reform